# 塔拉西夫卡 (布羅瓦里區)
50°37′24″N 31°1′24″E / 50.62333°N 31.02333°E
塔拉西夫卡（烏克蘭語：Тарасівка）是位於烏克蘭北部的村莊，由基辅州布羅瓦里區的大季梅爾卡市鎮負責管轄。該村始建於1920年，面積3.96平方公里，海拔高度113米，2001年人口1,554，人口密度每平方公里392.4人。